# Bossiney
Bossiney est un village des Cornouailles, en Angleterre. Le village fait partie de la paroisse civile de Tintagel.